# Ниела
Ни́ела (ест. Nõela küla) — село в Естонії, у волості Тарту повіту Тартумаа.

## Населення
Чисельність населення на 31 грудня 2011 року становила 33 особи.

## Географія
Через населений пункт проходить автошлях 41 (Кяревере — Кяркна).